# پیتر دراکر
پیتر دراکر (تلفظ به آلمانی: پیتر دروکا)، ‏ (۱۹۰۹–۲۰۰۵) از برجسته‌ترین نظریه‌پردازان مدیریت در جهان بود. مهم‌ترین اثر او با عنوان «مدیریت» منتشر شده‌است و در آن نظریات مهم خود دربارهٔ مدیریت و سازمان را شرح داده‌است.
پیتر دراکر بیش از ۷۰ سال از عمر خود را با بینش انسانی خود، صرف نگاه سیستمیک به علم مدیریت کرد. او را به عنوان پدر کسب و کار نوین می‌شناسند و مفهوم management by objectives از مفاهیمی است که دراکر وارد ادبیات مدیریت کرد.

## زندگی
پیتر دراکر در سال ۱۹۰۹ (۲۸ آبان ۱۲۸۸) در وین، اتریش متولد شد و تحصیلات مقدماتی خود را در آنجا و لندن پایان داد. درجه دکترای خود را در حالی که به عنوان خبرنگار یک روزنامه در فرانکفورت آلمان و سپس به عنوان کارشناس اقتصادی در یک بانک بین‌المللی در لندن کار می‌کرد در رشته حقوق عمومی و بین‌الملل دریافت کرد. در سن ۲۹ سالگی در سال ۱۹۳۷ به آمریکا مهاجرت کرد.
پیتر دراکر نویسنده، مدرس و مشاور تخصصی در زمینه استراتژی و سیاست است. او به خیلی از سازمان‌های بزرگ دنیا و همچنین سازمان‌های غیرانتفاعی، شرکت‌های کوچک و کارآفرین و سازمان‌های دولتی آمریکا مشاوره داده‌است.
پیتر دراکر ۳۵ کتاب نوشته‌است که به بیش از ۲۰ زبان ترجمه شده‌اند. ۱۶ کتاب او در زمینه جامعه، اقتصاد و سیاست است. ۱۵ کتاب در مورد مدیریت است. دو تا از کتاب‌ها رمان است. او همچنین یکی از نویسندگان کتابی در مورد نقاشی ژاپنی است. پیتر دراکر نویسنده تعداد زیادی مقاله در مجلات و ژورنال‌های مختلف بود. او یکی از اعضای هیئت تحریریه وال استریت ژورنال بوده‌است. او چهار سری فیلم آموزشی بر اساس کتاب‌های مدیریتی خود ساخته‌است.
دراکر تدریس خود را به عنوان استاد سیاست و فلسفه در کالج بنینگتون آغاز کرد. او بیش از بیست سال استاد مدیریت در دانشکده تحصیلات تکمیلی دانشگاه نیویورک بود. پیتر دراکر دریافت‌کننده تعداد زیادی جایزه و درجات افتخاری است. از سال ۱۹۷۱ استاد علوم اجتماعی در دانشگاه کلرمونت بوده‌است. دانشکده مدیریت این دانشگاه بعد از پیتر دراکر در سال ۱۹۸۷ ایجاد شده‌است. پیتر دراکر در آمریکا و دیگر کشورها به عنوان متفکر، نویسنده و سخنران اثرگذار بر سازمان‌های معاصر شناخته شده‌است. در سال ۱۹۹۷،
روی جلد مجله Forbes، او به عنوان «هنوز جوانترین ذهن» معرفی شد و مجله BusinessWeek او را «ماندگارترین متفکر مدیریت زمان ما» نامید.
دراکر چندین دکترای افتخاری از دانشگاه‌های سراسر جهان دریافت کرده‌است. او رئیس افتخاری مؤسسه رهبر به رهبر (Leader to Leader Institute) است. در نهم ژوئیه ۲۰۰۲ او مدال پرزیدنتی آزادی را از جورج دبلیو بوش دریافت کرد.
یک سری مستند دربارهٔ زندگی و کار او ده بار در شبکه سی‌ان‌بی‌سی از ۲۴ دسامبر ۲۰۰۲ تا ۳ ژانویه ۲۰۰۳ پخش شد. دراکر، در ۲۰ آبان ۱۳۸۴ درگذشت.

## زندگی شخصی
او متأهل و دارای چهار فرزند و شش نوه بود. او با همسرش، دوریس، که دانشجوی هنر ژاپن و ژاپنی است در کلرمونت کالیفرنیا زندگی می‌کرد.

## آثار
- The End of Economic Man (1936)
- The Future of Industrial Man (1942)
- The Concept of Corporation (1946)
- The Practice of Management (1954)
- Managing for Results (1964)
- The Effective Executive (1967)
- People and Performance (1973)
- Management: Tasks, Responsibilities, Practices (1974)
- The Unseen Revolution (1976)
- Advetures of a Bystander (1979)
- Towards the Next Economics (1981)
- Innovation and Entrepreneurship (1985)
- The Frontiers of Management (1987)
- Managing in the Next Society (2002)

برخی از آثار پیتر دراکر به فارسی ترجمه شده‌است. کتاب‌های روزنوشت پیتر دراکر، مدیریت در جامعه آینده، مدیریت اثربخش، چالش‌های مدیریت در سده بیست و یک، و ماجراهای یک مشاهده گر توسط انتشارات فرا به زبان فارسی منتشر شده‌است.